# Kapela sv. Benedikta u Prekvršju
Kapela sv. Benedikta katolička je kapela koja se nalazi u zagrebačkom naselju Prekvršje u gradskoj četvrti Sesvete. Izgrađena i posvećena 2008. godine, uz podršku župnika Lucića, na inicijativu vjernika Prekvršja. Smještena je na mjestu raspela koje je desetljećima stajalo na raskršću Prekvršja. Staro je raspelo, nakon izgradnje kapele, svoje novo mjesto našlo u njenoj unutrašnjosti. U kapeli se još nalaze i slike sv. Benedikta i Blažene Djevice Marije djelo prekvrškog naivca Slavka Sedinića.

## Galerija
- Prednje pročelje kapele
- Pogled na kapelu i bočno pročelje
- Unutrašnjost kepela - staro raspelo i slike sv. Benedikta i Majke Božje